# Zbigniew Mikołajewicz
Zbigniew Mikołajewicz (ur. 1 października 1934 w Brodach) – polski ekonomista, wykładowca i działacz państwowy, wojewoda opolski (1981–1983).

## Życiorys
Dyplom magistra ekonomii uzyskał w 1958 w Warszawie. W styczniu 1976 podjął pracę w Wyższej Szkole Pedagogicznej w Opolu (od 1994 Uniwersytet Opolski), gdzie uzyskiwał kolejne stopnie i tytuły naukowe: 1990 – profesora nadzwyczajnego, 1993 – profesora tytularnego, 1996 – profesora zwyczajnego. Od 1992 do 2006 kierował Katedrą Studiów Strategicznych i Polityki Ekonomicznej UO.
Działalność naukowo-badawcza prof. Mikołajewicza skupia się na problemach z zakresu polityki ekonomicznej, a w szczególności polityki i ekonomiki regionalnej. Dominującą tematyką jego badań były:
1. przestrzeń - procesy urbanizacji, osadnictwa, planowania przestrzennego (Urbanizacja wsi w województwie opolskim, Opole 1973)
2. gospodarka - kształtowanie i funkcjonowanie infrastruktury i przemysłu w skali regionu i kraju (Rola przemysł w rozwoju infrastruktury techniczno-ekonomicznej regionu, Warszawa-Wrocław 1980; Infrastruktura elektroenergetyczna w gospodarce narodowej, Opole 1985)
3. rozwój oraz przemiany strukturalne i instytucjonalne państwa, gospodarki i przestrzeni polskiej w okresie transformacji, a także ekonomiczne i społeczne skutki tych procesów (Regionalny program restrukturyzacji przemysłu Śląska Opolskiego, Opole 1990–1992; Gospodarka zasobami środków trwałych infrastruktury społecznej Opole 1992; Procesy restrukturyzacji przemysłu w regionach, Opole 1995)

Od 1957 jest członkiem Polskiego Towarzystwa Ekonomicznego (w latach 1994–1997 i 2003–2005 pełnił funkcje prezesa Zarządu Oddziału w Opolu, a od 1994 jest członkiem Zarządu Krajowego PTE. Od końca lat 60. jest członkiem Opolskiego Towarzystwa Przyjaciół Nauk oraz Stowarzyszenia Instytut Śląski w Opolu. W latach 1981–1983 obejmował stanowisko wojewody opolskiego. Był radnym Miejskiej Rady Narodowej w Opolu (1974–1980), a następnie Wojewódzkiej Rady Narodowej (1980–1981).

## Odznaczenia
Został uhonorowany m.in.: Srebrnym i Złotym Krzyżem Zasługi, Krzyżem Kawalerskim Orderu Odrodzenia Polski i Medalem Komisji Edukacji Narodowej.